# Kanton Sault
Kanton Sault (fr. Canton de Sault) je francouzský kanton v departementu Vaucluse v regionu Provence-Alpes-Côte d'Azur. Tvoří ho pět obcí.

## Obce kantonu
- Aurel
- Monieux
- Saint-Christol
- Saint-Trinit
- Sault